# Mimesa equestris
Mimesa equestris ist ein Hautflügler aus der Familie der Crabronidae. 

## Merkmale
Die Wespe erreicht eine Körperlänge von 6 bis 9 Millimetern (Weibchen) bzw. 5 bis 8 Millimetern (Männchen). Der Petiolus trägt oberseits einen Längswulst. Die Tibien sind hellbraun, ansonsten sind die Beine schwarz. Die Mesopleuren sind ledrig und besitzen keine gröbere punktförmige Struktur. Dies unterscheidet die Art von der ähnlichen Mimesa bicolor, deren Mesopleuren glänzend sind. 

## Vorkommen
Die Art ist in Europa nördlich bis etwa zum Polarkreis und Asien, östlich bis nach Japan verbreitet. Sie besiedelt verschiedene Lebensräume mit Sandböden, wie etwa Waldränder, Trockenrasen und Ruderalflächen, kommt aber auch im Siedlungsbereich des Menschen sowie auf Böden mit Lehmanteilen vor. Die Art fliegt in einer Generation von Anfang Mai bis September. Ob eine partielle zweite Generation auftritt, ist unbekannt. Sie ist in Mitteleuropa weit verbreitet und ist die häufigste Art der Gattung Mimesa. 

## Lebensweise
Die Weibchen legen ihre Nester bis zu 50 Zentimeter tief im Erdboden an. Das Nest umfasst mehrere Zellen, die am Ende von Seitengängen liegen, die vom Hauptgang abzweigen. Häufig findet man die Nester in Gruppen im Bereich der Wurzeln niedriger Pflanzen. Auch kleine Steilwände werden besiedelt. Die Brut wird meistens mit Zwergzikaden (Cicadellidae), seltener mit Blattflöhe (Psylloidea) versorgt. Es wird vermutet, dass Elampus panzeri als Kuckuckswespe bei der Art parasitiert.